# Procloeon vicinum
Procloeon vicinum är en dagsländeart som först beskrevs av Hagen 1861.  Procloeon vicinum ingår i släktet Procloeon och familjen ådagsländor. Inga underarter finns listade i Catalogue of Life.